# Liste der Stolpersteine in Osterholz-Scharmbeck
Die Liste der Stolpersteine in Osterholz-Scharmbeck enthält die Stolpersteine im Landkreis Osterholz, welche im Rahmen des gleichnamigen Projekts Stolpersteine von Gunter Demnig in Osterholz-Scharmbeck seit 24. Juni 2021 verlegt wurden. Mit ihnen soll der Opfer des Nationalsozialismus gedacht werden, die in der Stadt lebten und wirkten.

## Verlegte Steine
| Name            | Vorname(n)  | Verlegungsort                                                   | Verlegungsdatum und Koordinaten                      | Inschrift | Bild                         |
| --------------- | ----------- | --------------------------------------------------------------- | ---------------------------------------------------- | --- | ---------------------------- |
| Alferenko       | Semjon      | Jacob-Frerichs-Str. 1 ehemaliger Standort Fritz-Drettmann-Werke | 24. Juni 2021                                        | Alfrenko Semjon JG. 1902 Haus Reddersen TOT 19.4.1944 Bremen Umstände nie geklärt                                                                                      |                              |
| Aron            | Moritz      | Auf dem Kamp 32                                                 | 15. Juni 2022                                        | Hier wohnte Moritz Aron JG. 1873 Deportiert 1942 Theresienstadt Umstände nie geklärt 1944 Auschwitz Ermordet                                                           |                              |
| Aron            | Wilhelm     | Auf dem Kamp 32                                                 | 15. Juni 2022                                        | Hier wohnte Wilhelm Aron JG.1895 Deportiert 1942 Zwangsarbeit 1944 Bunker Valentin Deportiert 1945 Theresienstadt BEFREIT                                              | Siehe Moritz Aron            |
| Bremer          | Adolf       | Sandbergstr. 27                                                 | 24. Juni 2021                                        | Hier wohnte Adolf Bremer JG. 1906 Zwangsterilisiert 1935 Eingewiesen 1937 Heilanstalt Lüneburg „Verlegt“ 7.3.1941 Pirna-Sonnenstein ermordet 7.3.1941 „Aktion T4“      |                              |
| Brüns           | Carsten     | Lindenstr 42                                                    | 15. Juni 2022 · (Neuverlegung 27. Januar 2023)       | Hier wohnte Carsten Brüns JG. 1908 Eingewiesen 1937 Heilanstalt Lüneburg 'VERLEGT' 7.3.1941 Pirna-Sonnenstein Ermordet 7.3.1941 „Aktion T4“                            |                              |
| Cohen           | Clara       | Lindenstr. 6                                                    | 15. Juni 2022                                        | Hier wohnte Clara Cohen Geb. Assenheimer JG. 1871 Deportiert 1941 Minsk Ermordet 28.7.1942                                                                             |                              |
| Cohen           | Hanny       | Lindenstr. 6                                                    | 15. Juni 2022                                        | Hier wohnte Hanny Cohen Verh. Meyer JG. 1905 Deportiert 1941 Minsk Ermordet 28.7.1942                                                                                  | Siehe Clara Cohen            |
| Cohen           | Dr. Richard | Markt-Str. 5                                                    | 22. Oktober 2023                                     | Hier wohnte u. praktizierte Dr. Richard Cohen Jg.1872 Gedemütigt/Entrechtet Flucht in den Tod 8.4.1938                                                                 |                              |
| Cohen           | Siegmund    | Lindenstr. 6                                                    | 15. Juni 2022                                        | Hier wohnte Siegmund Cohen JG. 1871 Opfer des Pogroms Schwer misshandelt TOT an den Folgen 20.11.1939                                                                  | Siehe Clara Cohen            |
| Davidsohn       | Ernst       | Poststr. 4                                                      | 24. Juni 2021                                        | Hier wohnte / arbeitete Ernst Davidsohn JG. 1891 Geschäft arisiert 1938 Deportiert 1941 Minsk Ermordet 28.7.1942                                                       |                              |
| Davidsohn       | Ilse        | Bahnhofstr. 84                                                  | 24. Juni 2021                                        | Hier wohnte Ilse Davidsohn JG. 1906 Deportiert 1941 Minsk Ermordet 28.7.1942                                                                                           |                              |
| Davidsohn       | John        | Bahnhofstr. 84                                                  | 24. Juni 2021                                        | Hier wohnte John Davidsohn JG. 1904 Flucht 1939 England | Siehe Ilse Davidsohn         |
| Davidsohn       | Toni        | Bahnhofstr. 84                                                  | 24. Juni 2021                                        | Hier wohnte Toni Davidsohn Geb. Goldstein JG. 1877 Deportiert 1941 Minsk Ermordet 28.7.1942                                                                            | Siehe Ilse Davidsohn         |
| Djakow          | Sergei      | Jacob-Frerichs-Str. 1 ehemaliger Standort Fritz-Drettmann-Werke | 24. Juni 2021                                        | Sergej Djakow JG. 1923 TOT 28.2.1945 Umstände nie geklärt | Siehe Semjon Alferenko       |
| Drab            | Wenzel      | Koppelstr. 31 Standort Bauunternehmen G. Stehnke                | 22. Oktober 2023                                     | Wenzel Drab Jg. 1902 Haus Reddersen Tot 11. Sept. 1944 Bremen Umstände nie geklärt                                                                                     |                              |
| Heidemann       | Alfred      | Findorfstr. 8–10                                                | 9. November 2022                                     | Hier wohnte / arbeitete Alfred Heidemann Jg. 1884 Geschäft „arisiert 1939“ deportiert 1941 Lodz / Litzmannstadt Ermordet 19.3.1942                                     |                              |
| Heidemann       | Betty       | Findorfstr. 8–10                                                | 9. November 2022                                     | Hier wohnte Betty Heidemann Jg. 1889 Deportiert 1941 Minsk Ermordet 28.07.1942                                                                                         | Siehe Alfred Heidemann       |
| Heidemann       | Gottfried   | Findorfstr. 8–10                                                | 9. November 2022                                     | Hier wohnte Gottfried Heidemann Jg. 1922 Mit Hilfe Flucht 1940 Palästina                                                                                               | Siehe Alfred Heidemann       |
| Heidemann       | Grete       | Findorfstr. 8–10                                                | 9. November 2022                                     | Hier wohnte / arbeitete Grete Heidemann Geb. Cohn Jg. 1884 Deportiert 1941 Lodz / Litzmannstadt Ermordet 19.3.1942                                                     | Siehe Alfred Heidemann       |
| Heidemann       | Irma        | Findorfstr. 8–10                                                | 9. November 2022                                     | Hier wohnte / arbeitete Irma Heidemann Geb. Löwenstein Jg. 1897 Deportiert 1941 Minsk Ermordet 28.7.1942                                                               | Siehe Alfred Heidemann       |
| Heidemann       | Iwan        | Findorfstr. 8–10                                                | 9. November 2022                                     | Hier wohnte / arbeitete Iwan Heidemann Jg. 1883 Geschäft „arisiert“ 1937 „Schutzhaft“ 1938 Sachsenhausen Deportiert 1941 Minsk Ermordet 28.7.1942                      | Siehe Alfred Heidemann       |
| Heidemann       | Kurt        | Findorfstr. 8–10                                                | 9. November 2022                                     | Hier wohnte Kurt Heidemann Jg. 1924 mit Hilfe Flucht 1940 Palästina | Siehe Alfred Heidemann       |
| Heidemann       | Lilly       | Findorfstr. 8–10                                                | 9. November 2022                                     | Hier wohnte Lilly Heidemann Jg. 1920 mit Hilfe Flucht 1939 England | Siehe Alfred Heidemann       |
| Koning          | Lucas       | Koppelstr. 31 Standort Bauunternehmen G. Stehnke                | 22. Oktober 2023                                     | Lucas Koning Jg. 1923 KZ Bremen-Blumenthal Tot 16. April 1945 Umstände nie geklärt                                                                                     | Siehe Wenzel Drab            |
| Kück            | Heinrich    | Karlstr. 31                                                     | 8. Mai 2025                                          | Heinrich Kück Jg. 1928 "Schutzhaft" 1939 Sonderaktion Wehrmacht KZ Sachsenhausen 1940 KZ Dachau ermordet 3.5.1940                                                      |                              |
| Kurilik         | Andrej      | Jacob-Frerichs-Str. 1 ehemaliger Standort Fritz-Drettmann-Werke | 24. Juni 2021                                        | Andrej Kurilik JG. 1882 Gedemütigt / Entrechtet Überlebt | Siehe Semjon Alferenko       |
| Kurilik         | Praskovja   | Jacob-Frerichs-Str. 1 ehemaliger Standort Fritz-Drettmann-Werke | 24. Juni 2021                                        | Praskovja Kurilik JG. 1884 Tot 26.1.1945 Umstände nie geklärt | Siehe Semjon Alferenko       |
| Maisch          | Karl        | Ecke Buchenweg / Laubenweg                                      | 15. Juni 2022                                        | Hier wohnte Karl Maisch Jg. 1896 Im Widerstand / KPD „Schutzhaft“ 1933 Gefängnis Lesum Entlassen 23.12.1933                                                            |                              |
| Meyer-Rosenhoff | Claire      | Bördestr. 20                                                    | 24. Juni 2021                                        | Hier wohnte Claire Rosenhoff Gen. Meyer JG. 1927 Deportiert 1941 Minsk Ermordet                                                                                        |                              |
| Meyer-Rosenhoff | Hugo        | Bördestr. 20                                                    | 24. Juni 2021                                        | Hier wohnte Hugo Rosenhoff Gen. Meyer JG. 1887 Deportiert 1941 Minsk Ermordet                                                                                          | Siehe Claire Meyer-Rosenhoff |
| Meyer-Rosenhoff | Ruth        | Bördestr. 20                                                    | 24. Juni 2021                                        | Hier wohnte Ruth Rosenhoff Gen. Meyer JG. 1924 Deportiert 1941 Minsk Ermordet                                                                                          | Siehe Claire Meyer-Rosenhoff |
| Meyer-Rosenhoff | Selma       | Bördestr. 20                                                    | 24. Juni 2021                                        | Hier wohnte Selma Rosenhoff Geb. Löwenstein Gen. Meyer JG. 1889 Deportiert 1941 Minsk Ermordet                                                                         | Siehe Claire Meyer-Rosenhoff |
| Paijak          | Wladislawa  | Koppelstr. 31 Standort Bauunternehmen G. Stehnke                | 22. Oktober 2023                                     | Paijak Wladislawa Jg. 1907 Gedemütigt/Entrechtet Schicksal unbekannt                                                                                                   | Siehe Wenzel Drab            |
| Proswirkin      | Wasilij     | Jacob-Frerichs-Str. 1 ehemaliger Standort Fritz-Drettmann-Werke | 24. Juni 2021                                        | Wasilij Proswirkin JG. 1913 Gedemütigt / Entrechtet Flucht in den Tod 27.4.1944                                                                                        | Siehe Semjon Alferenko       |
| Ratusch         | Chana       | Sandbergstr. 15                                                 | 24. Juni 2021                                        | Hier wohnte Chana Ratusch JG. 1892 Gedemütigt / Entrechtet Flucht in den Tod 24.9.1938                                                                                 |                              |
| Stempniak       | Bronislav   | Markt-Str. 9                                                    | 22. Oktober 2023 · (Neuverlegung am 20. August 2024) | Hier wohnte Bronislav Stempniak Jg. 1925 Nov. 1943 verhaftet „Arbeitsziehungslager“ Bremen-Farge Tot 17.2.1944 Umstände nie geklärt                                    |                              |
| Struschuk       | Matwej      | Jacob-Frerichs-Str. 1 ehemaliger Standort Fritz-Drettmann-Werke | 24. Juni 2021                                        | Matwej Struschuk JG. 1879 TOT 22.1.1945 Umstände nie geklärt | Siehe Semjon Alferenko       |
| Vojens          | Jan         | Koppelstr. 31 Standort Bauunternehmen G. Stehnke                | 22. Oktober 2023                                     | Jan Vojens JG. 1903 Gedemütigt/Entrechtet Schicksal unbekannt | Siehe Wenzel Drab            |
| Vogel           | Georg       | Winterberg-Str. 12                                              | 22. Oktober 2023                                     | Hier wohnte Georg Vogel Jg. 1920 Eingewiesen 1928 Rotenburger Anstalten Zwangssterilisiert 29.10.1934 „Verlegt“ 1.10.1941 „Heilanstalt“ Eberswalde Schicksal unbekannt |                              |
| Winter          | Otto        | Hohetor-Str. 3                                                  | 22. Oktober 2023                                     | Hier wohnte Otto Winter Jg. 1936 Deportiert Auschwitz Ermordet 1.11.1943                                                                                               |                              |